# 漢斯·摩根索
汉斯·约阿希姆·摩根索（Hans Joachim Morgenthau，1904年2月17日—1980年7月19日），德裔美國人，出生于德国科堡，是迄今为止最具影响力的国际关系学家之一。
受纳粹主义统治的经历似乎影响到了他日后的国际关系研究，与纳粹党鼓吹的民族主义政治学研究方法相对，摩根索极力倡导一种更加科学的政治学研究方法。此后摩根索在芝加哥大学任教授，与愛德華·霍列特·卡爾成为同事，成为现实主义学派的主要代表人物之一。该学派认为民族国家是国际关系的主要行为体，其最为关注的研究领域是國際關係中的權力。
摩根索出版于1948年的著作《国家间政治》精确地定义了国际关系范畴，宣告了美国二战后外交思想范式转型的开始。该书强调“权力界定的利益”，而非二战前理想主义思想关注的“价值”。

## 生平
摩根索于1904年出生于德国萨克森-科堡-哥达的一个阿什肯纳兹犹太家庭。从卡西米利亚姆高中毕业后，先后在柏林大学、法兰克福大学和慕尼黑大学接受教育，并于日内瓦高级国际关系学院进行博士后深造。他曾在法兰克福教授法律并从事律师行业。在纳粹掌权之后，他在在瑞士和西班牙短暂工作数年，并于1937年移民至美国。
他在美国的第一份工作是在布鲁克林学院教夜校。1939年至1943年，摩根索在密苏里大学堪萨斯城分校任教。随后摩根索在芝加哥大学任教授，直到1973年他获得纽约城市大学教授职务并搬到纽约。他的妻子由于医疗问题留在芝加哥，两人因而开始分居。
1980年7月19日，摩根索因溃疡穿孔住进纽约莱诺克斯山医院，不久后去世。他被葬在蒙特菲奥尔公墓的查巴德区。

## 学术经历

### 欧洲时期
摩根索于1920年代后期在德国完成了博士学位论文，后以《国际司法行政管理，其本质和局限性》（德語：Die internationale Rechtspflege, ihr Wesen und ihre Grenzen）为名于1929年出版。这是他出版的第一本书。这本书由时任柏林大学法学教授的卡尔·施密特审阅。摩根索晚年的自传文章中提到，虽然他在访问柏林时曾期待与施密特会面，但会面进行得很不顺利，摩根索在离开时认为自己是遇到了“（用他自己的话说）恶魔”。到了20世纪20年代末，施密特成为德国纳粹运动兴起的主要法学家，摩根索开始认为他们的立场是不可调和的。摩根索《政治的概念》的编者说：“《政治的概念》的读者……会很容易地认识到，摩根索从道德和概念上对施密特对政治的理解感到遗憾”。
完成博士论文后，摩根索离开德国，在日内瓦完成了他的特许任教资格论文，获得了在大学教书的许可。这篇论文以法语出版，名为《规范的现实性，特别是国际法的规范：规范理论的基础》（法語：La Réalité des normes en particulier des normes du droit international: Fondements d'une théorie des normes）。刚刚以教授的身份来到日内瓦的法律学者汉斯·凯尔森是这篇论文的指导，他是卡尔·施密特最激烈的批评者之一。凯尔森和摩根索此后成为了毕生的同事，甚至在两人都从欧洲移民到美国，担任各自的学术职务后也是如此。
1933年，摩根索用法语出版了第二本著作《政治的概念》（法語：La notion du "politique"）。摩根索试图阐明国家之间的法律纠纷与国家或其他诉讼当事人之间的政治纠纷的区别。推动这一探究的问题是：
1. 谁对争议的对象或关切拥有法律权力？
2. 这种法律权力的持有者可以通过什么方式改变或追究其责任？
3. 如何解决涉及法律权力客体的争议？
4. 在行使该权力的过程中，法律权力的持有者将以何种方式得到保护？

在摩根索看来，在这种情况下，任何法律制度的最终目标都是“确保正义与和平”。
在20世纪20年代和30年代的工作中，摩根索寻求一种“功能法学”，以替代主流国际法。他借鉴了西格蒙德·弗洛伊德、马克斯·韦伯、罗斯科·庞德等人的思想。1940年，摩根索在《实证主义、功能主义与国际法》一文中提出了法律功能主义的研究方案。

### 美国时期
摩根索在1946年出版的《科学人对抗权力政治》中反对过度依赖科学技术来解决政治和社会问题。该书提出了一种“对人性的悲观看法”，其中心是普遍的权力欲和自私的不可避免性。他对“自由主义”的主要态度是要复苏科学与理性力量的信念。根据书中描述，自由主义是一种相信可以通过教育改造人类，从而解决社会问题的思想流派；中产阶级的崛起，为这一论点提供了明确的注解。自由主义认为人类社会与自然类同，遵循着某种普世法则，这就造成了对人性的误解：它没有考虑到人类所固有的本性导致了人类行为是完全不可预知的。摩根索坚称，政治学中没有固定的公式可言，不是自由主义眼中那样只是简单的技术性问题而已。在政治中，最重要的是运筹于变化环境中的政治家们的智慧。运用“治国方术”的政治家，深谙世上不存在一种预先假设的成功的必然性。这一点，恰恰体现出作为政治家的道德责任。
1948年出版第一版的《国家间政治》是摩根索的代表作。该书介绍了政治现实主义的概念，提出了现实主义的权力政治观。这一概念在美国的外交政策中发挥了重要作用，使美国在冷战时期行使了横跨全球的权力。这一概念还要求调和强权政治与美国早期讨论外交政策时的理想主义道德观。
从第二版开始，摩根索在开篇章节中列入了一段名为“政治现实主义六项原则”的部分。这六项原则是：
1. 政治，如同一般社会，由根植于人性的客观法则所支配，这些法则是永恒不变的，因此存在着可能性，推导出一种合适的理论来反映这些法则。
2. 政治现实主义的基本标志是由权力界定的利益概念，该概念使政治研究的主题具有了理性指导，同时从理论高度理解政治成为可能。
3. 现实主义视权力界定的利益为普遍适用的客观范畴，但这并不意味着它是一成不变的。权力是人对人的控制。
4. 政治现实主义注意政治行为的道德意义。同时它也注意到，在诉求道德与要求政治成功二者之间存在着紧张关系。
5. 政治现实主义拒绝把某一特殊国家的道德追求混同于支配世界的道德法则，权力界定的利益概念将我们从道德狂热与政治谬误中解救出来。
6. 政治现实主义者坚守政治领域的自主；政治家会问“这种政策会如何影响国家的权力？”政治现实主义基于关于人性的多元概念。由于缺乏道德约束，纯粹的“政治人”将是一头野兽。但是，为了推导出一门研究政治行为的自主理论，就必须把“政治人”概念从人性的其他特征中抽象出来。

摩根索认为，利用这些原则的技巧外交可以通过力量平衡来实现稳定。他写道：“旨在维护权力和政策的平衡不仅是不可避免的，而且也是主权国家社会中一个至关重要的稳定因素。”
20世纪50年代，摩根索担任了芝加哥大学美国外交和军事政策研究中心主席。由于在第二次红色恐慌期间，许多研究中国和中美关系的专家被公开指责，他试图重建美国政府在中国研究方面的资源。摩根索找到了美籍华裔政治学家邹谠，希望使用中美两国的材料探讨中美关系。摩根索很信任邹谠，他曾在邹谠的硕士和博士论文委员会任职。邹谠1963年出版的著作《美国在中国的失败，1941-50》借鉴了他在该中心的研究。
摩根索是罗斯福和杜鲁门政府的坚定支持者。当艾森豪威尔入主白宫后，摩根索将精力转向为期刊和新闻界撰写文章。到1960年肯尼迪当选时，他已成为肯尼迪政府的顾问。约翰逊任总统后，摩根索对美国参与越南战争的异议更加强烈，为此他在1965年被解除了约翰逊政府的顾问职务，相关内容在有关政策顾问麦乔治·邦迪和沃尔特·罗斯托的书中都有涉及。摩根索认为这场内战的“全球意义”是“遥远的”，这些观点给他带来了相当大的公众和媒体关注。1965年6月21日，摩根索以“越南对话：邦迪先生与教授们”为题在电视上与麦乔治·邦迪进行现场辩论，埃里克·塞瓦里德为主持人。在辩论中，邦迪指责摩根索是一个失败主义者和悲观主义者，并引用了他1961年关于老挝人民注定要赢得老挝内战的言论。摩根索回答说：“我在老挝问题上可能错得很离谱，但这并不意味着我在越南问题上错得很离谱。”邦迪随即提起摩根索在1956年的一次发言，称赞南越总统吴廷琰创造了“奇迹”。邦迪的言论让人觉得摩根索是机会主义，前后矛盾的。当时的观众普遍认为邦迪赢得了这场辩论。
除了《国家间政治》以外，摩根索继续着多产的写作生涯，并于1962年出版了他的三卷本论文集《二十世纪政治》。除了写关于时政的内容，摩根索还会撰写与危机中的民主理论相关的哲学内容。
摩根索于1970年出版的《真理与权力》一书收集了他在此前动荡的十年中涉及外交政策（包括越南）和美国国内政治（如民权运动）的文章。摩根索把这本书献给了汉斯·凯尔森，“他通过他的榜样教会了我们如何向权力说真话”。摩根索的最后一本重要著作《科学：仆人还是主人》是献给他的同事莱因霍尔德·尼布尔的，于1972年出版。
1965年以后，摩根索成为现代核时代正义战争理论讨论中的领军人物。正义战争理论后在保罗·拉姆齐、迈克尔·沃尔泽等学者的著作中得到进一步发展。
1978年夏天，摩根索与哥伦比亚大学的艾瑟尔·帕斯写了他最后一篇合著的文章，题为《自恋的根源》。这篇文章是摩根索在1962年发表的《公共事务：爱与权力》一文中研究的延续。摩根索参与了尼布尔和神学家保罗·蒂利希所论述的一些主题，他被蒂利希的《爱、权力与正义》一书所吸引，并撰写了第二篇与该书主题相关的文章。最近，安东尼·朗恢复并出版了摩根索关于亚里士多德的大量课程笔记（这是摩根索在纽约社会研究新学院期间教授的一门课程）；西恩·莫洛伊对摩根索与亚里士多德的比较作了进一步的探讨。
摩根索在美国几十年的学者生涯中，是一位不知疲倦的书评家。他写了近百篇书评，其中仅为《纽约书评》就写了近三十篇。摩根索的第一篇书评写于1940年，是詹姆斯·布朗·斯科特的《法律、国家和国际社会》。摩根索的最后两篇书评是威廉·齐默尔曼的《苏联对国际关系的看法，1956-1967》和伊夫·西蒙的《工作、社会与文化》。摩根索还对《五角大楼文件》进行了评论。
和汉娜·阿伦特一样，摩根索也投入了时间和精力支持以色列国。摩根索和阿伦特每年都要去以色列，以在其刚成立的几十年里向其年轻的、不断发展的学术界发出他们的学术声音。摩根索对以色列的兴趣还扩展到中东更广泛的范围和相关的地缘政治问题，包括石油政治，以及与萨哈罗夫和索尔仁尼琴有关的问题。
在整个冷战期间，摩根索一直是美国外交政策讨论的积极参与者。他为此写了关于亨利·基辛格及其在尼克松政府中的作用的文章。1977年摩根索还为《恐怖主义：跨学科视角》写了一篇简短的前言，论述了1970年代开始出现的恐怖主义问题。

## 贡献
汉斯·摩根索被认为是20世纪现实主义学派的奠基人之一。该学派认为：民族国家是国际关系中的主要行为者，该领域的主要关注点是权力的研究。摩根索强调“国家利益”的重要性，他在《国家间政治》一书中写道：“帮助政治现实主义在国际政治的格局中找到方向的主要路标，就是以权力定义的利益概念。”摩根索有时被称为古典现实主义者或现代现实主义者，以区别于肯尼思·沃尔兹的结构现实主义或新现实主义。最近对摩根索的学术评估表明，他的思想轨迹比原先认为的要复杂得多。他的现实主义充满了道德考虑因素，尽管并不总是被这样承认。在他生命的最后一段时间里，他主张对核武器实行超国家控制，并坚决反对美国在越南战争中的扮演的角色。
弗朗西斯·博伊尔曾写道，摩根索在战后的著作或许有助于“打破国际政治学与国际法律研究之间的界限”。《国家间政治》中有一章是关于国际法的，而摩根索直到其职业生涯的最后，一直是国际政治与国际法关系这一主题的积极贡献者。
摩根索将国际关系缔造为一门独立的学科。在他之前，国际关系只是历史、政治思潮和国际法的研究而已。摩根索更具深义的一点是其作为时代见证者所发挥的作用。
政治现实主义的理论目标是引入一种概念化的框架以助我们理解：
1. 20世纪前半叶到底发生了什么？→西方文明的危机。
2. 为何会发生？→（理想主义占据主流的）西方政治思想的全面衰退。
3. 如何防止悲剧的再次发生？→引入一种更加优秀的政治理论与实践（政治现实主义）。

政治现实主义探究一种从修昔底德延续至今的基本的哲学特质：避免悲劇重演，其主要原因是该学派认为，导致危机的根源就在于这种特质的缺失。

## 语录
|  | 政治家必须考虑国家利益，视其为多种权力中的一个。而大众的头脑，不了解政治家思想中的细微差别，多半关注的是绝对的善或绝对的恶这类单纯的道德和法律原则。” |

## 著作
- 《科学人对抗权力政治》 Scientific Man Versus Power Politics (1946) Chicago, IL: University of Chicago Press.[39]
- 《国家间政治》 Politics Among Nations: The Struggle for Power and Peace (1948) New York NY: Alfred A. Knopf.[40]
- In Defense of the National Interest (1951) New York, NY: Alfred A. Knopf.
- The Purpose of American Politics (1960) New York, NY: Alfred A. Knopf.
- Crossroad Papers: A Look Into the American Future (ed.) (1965) New York, NY: Norton.
- 《真理与权力》 Truth and Power: Essays of a Decade, 1960-70 (1970) New York, NY: Praeger.
- Coauthor with David Hein. Essays on Lincoln's Faith and Politics. (1983) Lanham, MD: Univ. Press of America for the Miller Center of Public Affairs at the Univ. of Virginia.

## 参阅
- 卡内基基金会（英语：Carnegie Council）设立的摩根索讲座（英语：Morgenthau Lectures）
- 爱德华·霍列特·卡尔
- 乔治·凯南
- 史蒂芬·华尔特（英语：Stephen Walt）
- 肯尼思·沃尔兹
- 约翰·米尔斯海默
- 芝加哥大学国际关系学会（英语：Committee on International Relations (University of Chicago)）